# Stracciatella (zmrzlina)

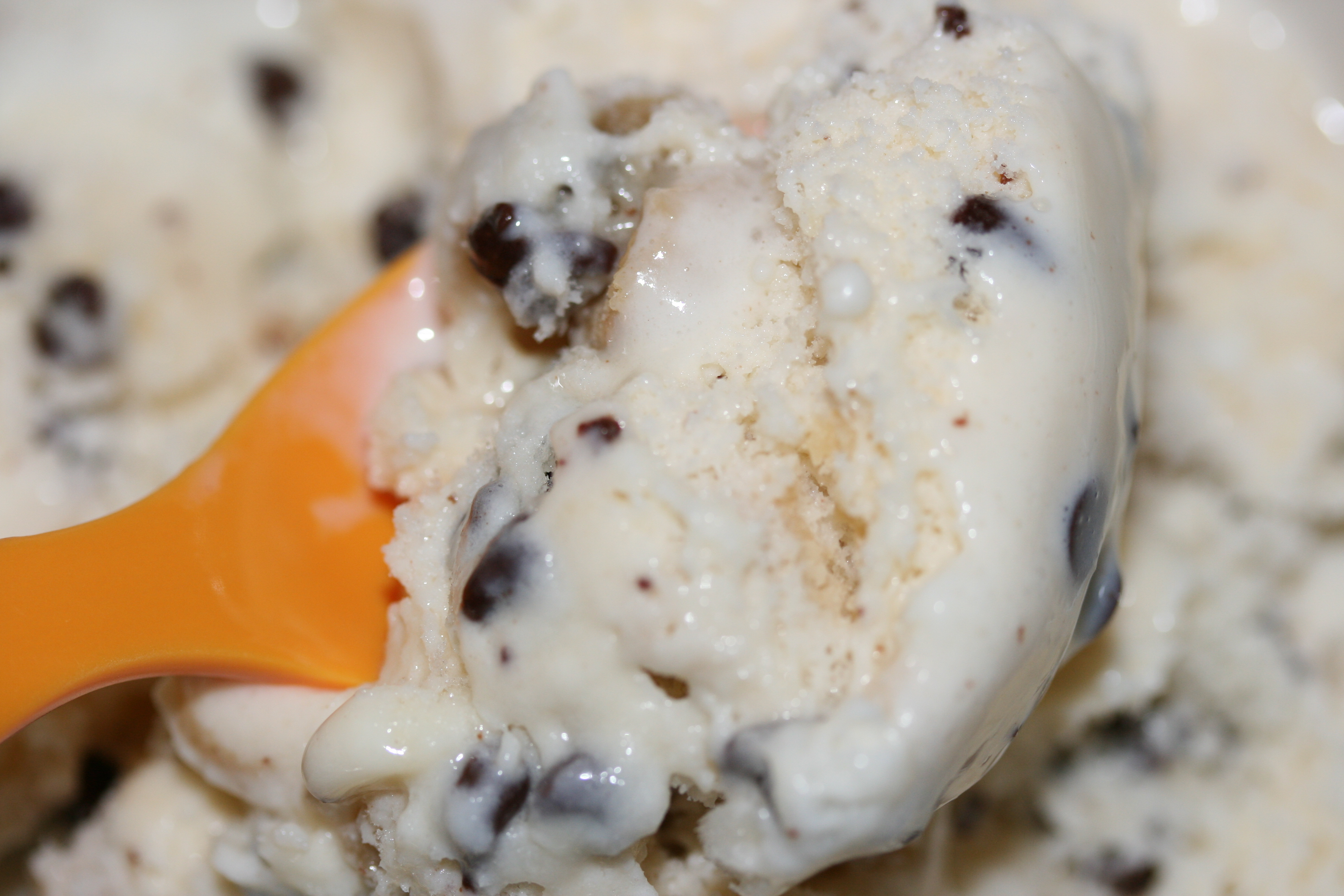
Detailní pohled na zmrzlinu stracciatella

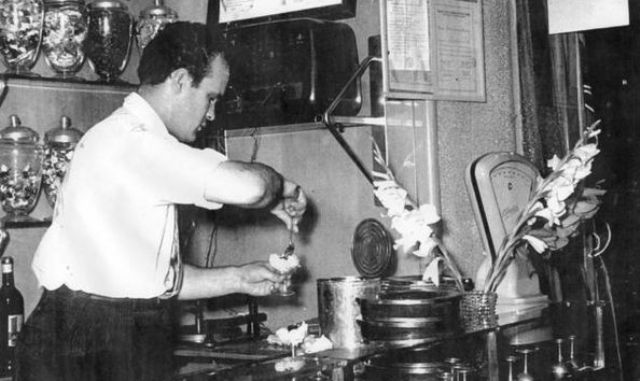
Enrico Panattoni

Stracciatella je italský druh zmrzliny (gelata). Jde o mléčnou smetanovou zmrzlinu, do které se v poslední fázi výroby přidá rozpuštěná mléčná čokoláda, která záhy zatuhne, čímž ve zmrzlině vzniknou čokoládové kousky. Existují i novější varianty s vanilkovou zmrzlinou nebo s hořkou čokoládou.
Zmrzlinu stracciatellu vymyslel v roce 1961 zmrzlinář Enrico Panattoni, majitel zmrzlinárny La Marianna v Bergamu, který rád experimentoval s různými příchutěmi zmrzliny. Název zmrzliny odvodil od polévky stracciatella, speciality římské kuchyně, jejímž základem je vývar, do kterého se vmíchávají vejce. Rozpuštěná čokoláda rozmíchávána ve zmrzlinovém stroji údajně Panattonimu připomněla právě polévku straciatella s rozmíchanými vejci.